# (1840) Hus
(1840) Hus – planetoida z pasa głównego asteroid okrążająca Słońce w ciągu 4 lat i 360 dni w średniej odległości 2,92 au Została odkryta 26 października 1971 roku w obserwatorium Hamburg-Bergedorf w Bergedorfie przez Luboša Kohoutka. Nazwa planetoidy pochodzi od Jana Husa (1370–1415), czeskiego duchownego i reformatora Kościoła, rektora Uniwersytetu Praskiego, który zginął spalony na stosie. Przed jej nadaniem planetoida nosiła oznaczenie tymczasowe (1840) 1971 UY.